# Audi A6 C6
L'Audi A6 C6 (sigla interna 4F) è la terza generazione dell'Audi A6, un'autovettura di fascia alta prodotta dal 2004 al 2011 dalla casa automobilistica tedesca Audi.

## Profilo e storia

### Debutto
La terza generazione dell'Audi A6 venne presentata nel marzo 2004 al Salone di Ginevra, inizialmente solo con carrozzeria berlina: la station wagon Avant debutterà solo in seguito. Nel frattempo, a rivestire il ruolo di station wagon di segmento E sarebbe rimasta la A6 Avant della precedente generazione, che uscirà di listino nel settembre di quello stesso anno.

### Design esterno ed interno

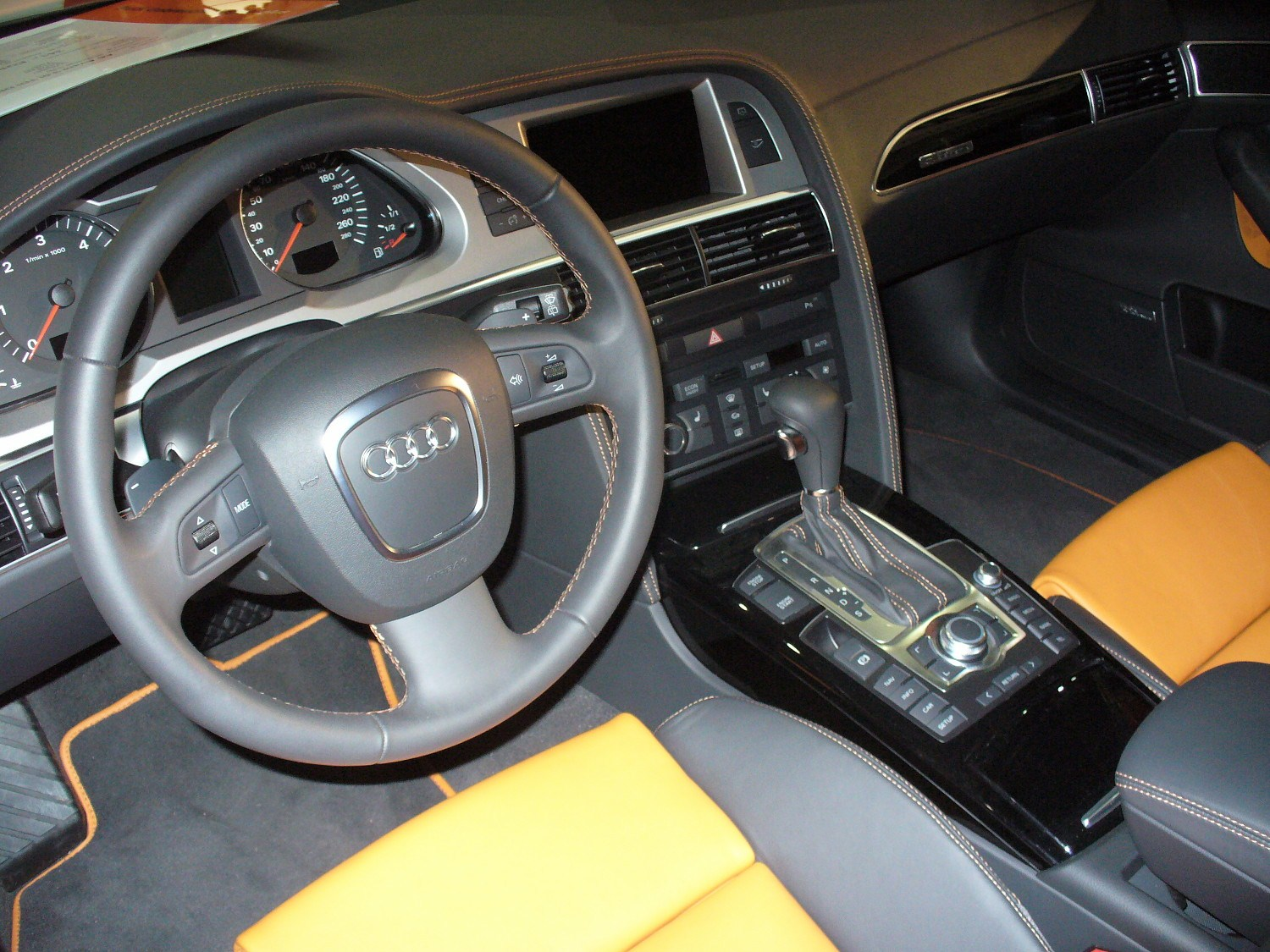
Interni

Firmata dall'allora capo design Audi Walter de Silva, la nuova vice-ammiraglia della casa di Ingolstadt si presentò con ingombri esterni sensibilmente maggiori (arrivò a superare la soglia dei 4,9 metri in lunghezza) e con un design esterno che in qualche modo costituiva un'evoluzione in chiave moderna dell'impostazione della precedente A6. Venne quindi riconfermato il sinuoso corpo vettura a tre volumi dal padiglione spiovente e dalla coda piuttosto corta, in modo da richiamare a sé alcuni tratti tipici di una coupé, ma senza per questo sconfinare nel settore delle cosiddette "coupé a 4 porte" di cui all'epoca solo la Classe CLS di prima generazione era la rappresentante più significativa. Ma a parte l'impostazione generale dei volumi, i temi stilistici della A6 C6 furono completamente inediti, a partire dal frontale, che adotta per la prima volta la calandra single frame, appena abbozzata nel restyling della generazione precedente e qui invece chiaramente visibile in tutta la sua imponenza. Tale calandra aveva un disegno arcuato che riprendeva pari pari il profilo laterale del "muso" della vettura, peraltro piuttosto sviluppato in altezza. Questo andamento arcuato del profilo del frontale fu voluto non tanto per una questione puramente stilistica, quanto per rispondere alle direttive in tema di sicurezza che volevano eliminare gli spigoli dalla parte anteriore in modo da limitare i danni soprattutto ad una persona che malauguratamente dovesse essere investita. Lo sviluppo in altezza avrebbe contribuito ad attutire il colpo, mentre il profilo arrotondato avrebbe limitato eventuali ferite ed infortuni. I gruppi ottici anteriori erano di forma trapezoidale e a sviluppo orizzontale, così come quelli posteriori, che però avevano un più ridotto ingombro trasversale fermandosi a filo con lo sportello del vano bagagli.
Internamente venne ripreso il tema del posto guida orientato verso il conducente, posto guida in cui la strumentazione era coperta da una grande ed avvolgente palpebra che in parte sconfinava anche nella zona della console centrale. Il baule (546 litri) era molto regolare e sfruttabile e si posizionava al vertice della categoria come capienza. L'abitabilità era di ottimo livello grazie anche al sensibile aumento del passo (8,3 cm in più).

### Struttura, meccanica e motori
Strutturalmente, la terza generazione della A6 non portò con sé particolari novità, eccezion fatta per un maggior utilizzo della lega di alluminio per alcune parti della scocca, che principalmente rimase in acciaio, ma che utilizzò la lega di alluminio per i cofani, i parafanghi e parte della struttura del tetto. Il risultato in termini di leggerezza, non fu quindi molto rimarchevole, visto che il risparmio fu solo di circa 35 kg rispetto a prima, a parità di versione. L'impiego dell lega di alluminio si è avuto anche per realizzare i bracci delle sospensioni: queste ultime vennero riprogettate in funzione delle maggiori dimensioni del corpo vettura e proposero un avantreno a quadrilatero alto ad asse sterzante virtuale in alluminio, mentre il retrotreno riprese la soluzione multilink a 4 bracci con trapezio inferiore già utilizzata nella Audi A4 B6. Completavano il quadro delle sospensioni le molle elicoidali, gli ammortizzatori a gas e le barre antirollio cave. L'impianto frenante prevedeva gli ormai irrinunciabili dischi autoventilanti sulle quattro ruote, mentre lo sterzo era a cremagliera con servocomando idraulico ad assistenza variabile.
Un lavoro di alleggerimento più consistente venne svolto nella progettazione e realizzazione di alcuni motori presenti nella gamma d'esordio di questa nuova A6, che proposero per la prima volta in una A6 la tecnologia common rail nei motori a gasolio e l'iniezione diretta fra le unità a benzina. Al suo debutto la A6 di terza generazione venne prevista nelle seguenti motorizzazioni:
- 2.4: motore V6 da 2393 cm3 con alimentazione ad iniezione indiretta e potenza massima di 177 CV;
- 3.2 FSI: altro motore V6, questa volta con cilindrata di 3123 cm3, sempre ad iniezione diretta e con potenza massima di 256 CV;
- 4.2 FSI: motore V8 da 4163 cm3 con testata a 5 valvole per cilindro e potenza massima di 335 CV;
- 2.0 TDI: motore turbodiesel ad iniezione diretta common rail, con cilindrata di 1968 cm3 e potenza massima di 140 CV;
- 3.0 TDI: motore V6 turbodiesel common rail con cilindrata di 2967 cm3 e potenza massima di 224 CV.

L'architettura meccanica restava sempre quella tradizionale con motore anteriore longitudinale e trazione anteriore o integrale. Quest'ultima soluzione fu prevista di serie in abbinamento al V8 da 4,2 litri e al 3 litri a gasolio, così come il cambio automatico a 6 rapporti, mentre le altre motorizzazioni potevano essere anche ordinate con un cambio manuale a 6 marce e a sole due ruote motrici. Il 2.0 TDI, unica motorizzazione a 4 cilindri nella gamma motori d'esordio, fu la sola eccezione, in quanto disponibile solo a trazione anteriore.

## Evoluzione

### I primi anni

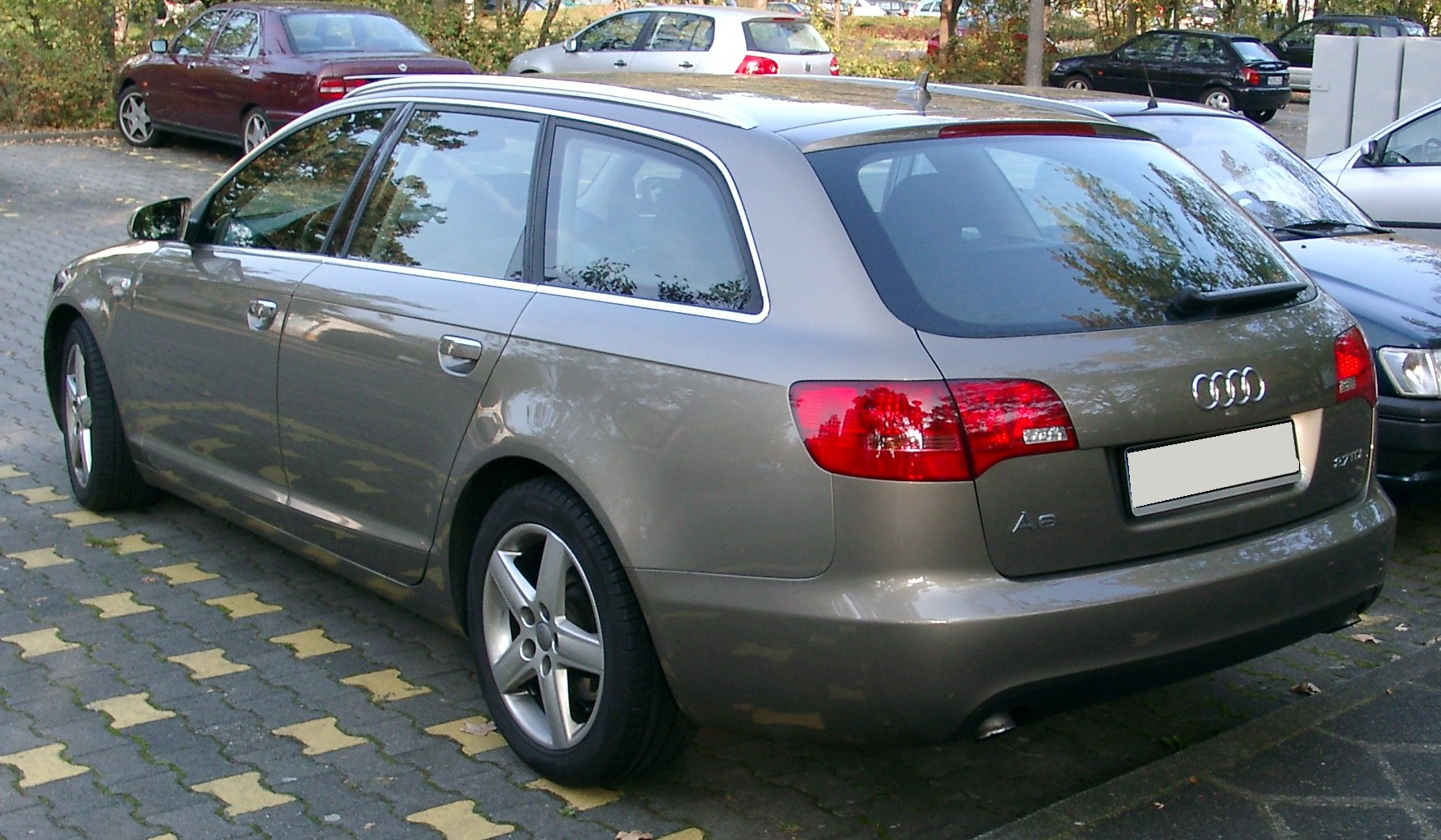
La parte posteriore di una A6 C6 Avant

La produzione della A6 avvenne come di consueto presso lo stabilimento di Neckarsulm: durante i restanti mesi del 2004 vi furono due novità significative, avutesi in autunno con l'arrivo ad ottobre di un nuovo V6 a gasolio da 2,7 litri e con potenza massima di 180 CV, ma soprattutto con la presentazione, tenutasi a novembre, della nuova station wagon A6 Avant, anch'essa caratterizzata da linee morbide e tondeggianti che conferirono anche una certa dose di dinamicità alla familiare tedesca. Svelata nella cornice della Pinakothek der Moderne, a Monaco di Baviera, anche questa versione crebbe sensibilmente nelle sue dimensioni, raggiungendo 4,93 metri di lunghezza (un valore fino a non molti anni prima appannaggio delle grandi berline di segmento F). Ciò ebbe riflessi positivi anche nella capacità del bagagliaio, con 565 litri disponibili con il divano e la cappelliera in posizione, ma che saliva fino a ben 1.660 litri rimuovendo questi ultimi dalla loro sede. Inedito il disegno dei gruppi ottici posteriori, più simili a quelli della terza generazione dell'Audi A4, che debuttò sempre nel corso del 2004. Fra le principali novità tecniche proposte nella A6 Avant di terza generazione, vanno senz'altro ricordate le sospensioni pneumatiche a controllo elettronico, anche se disponibili solo a richiesta. Tali sospensioni erano gestite dalla centralina che selezionava in automatico fra quattro logiche di funzionamento e garantivano un maggior comfort ed un miglior livello di tenuta di strada.

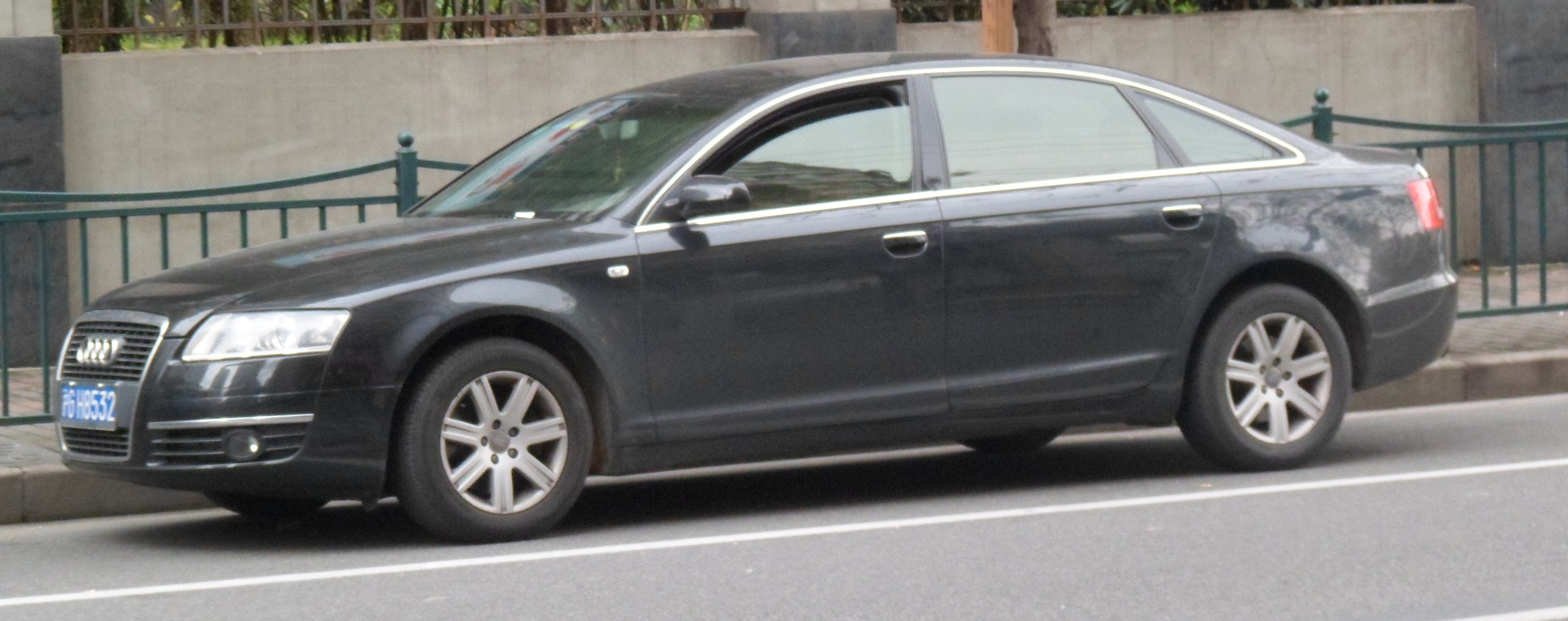
Una A6 L, ossia la A6 a passo lungo prevista per il mercato cinese

Le prime consegne della A6 Avant si ebbero a partire dal mese di marzo del 2005. Un mese dopo, la gamma si estese verso il basso con l'arrivo del 2.0 TFSI, un motore a benzina con alimentazione ad iniezione diretta e sovralimentato mediante turbocompressore. Tale motore, il primo 4 cilindri a benzina in questa gamma motori, era in grado di erogare una potenza massima di 170 CV. A partire dal 2005, la A6 cominciò ad essere prodotta anche nello stabilimento cinese di Changchun, dove era già attiva la joint-venture FAW-Volkswagen. La A6 prodotta in questo stabilimento era più lunga di 9,6 cm (per un totale di 5,012 metri) grazie all'allungamento del passo, che superava i 2,94 metri di lunghezza. Il Salone di Detroit tenutosi nel gennaio del 2006 avvenne la presentazione della terza generazione della S6, equipaggiata con un motore V10 da 5,2 litri di origine Lamborghini e con potenza massima di 435 CV. Le prime consegne di questo modello avverranno due mesi dopo, a marzo. E proprio a marzo si ebbe il debutto, questa volta al Salone di Ginevra, della A6 Allroad, ossia la versione station wagon rialzata e preparata per un utilizzo off-road, e che a differenza della precedente Allroad entrerà a far parte integrante della gamma A6. Durante la primavera del 2006, inoltre, il V8 da 4,2 litri venne rivisitato e dotato anch'esso di alimentazione ad iniezione diretta, raggiungendo così la potenza massima di 350 CV. Contemporaneamente il 3 litri a gasolio venne dotato di filtro antiparticolato e beneficiò inoltre di un leggero incremento prestazionale portandosi a 233 CV di potenza massima. Risale invece all'autunno 2006 la comparsa del V6 a benzina da 2,8 litri con potenza massima di 210 CV. A quel punto la gamma della terza generazione della A6 era quasi al completo: mancava solo la top di gamma, che però avrebbe impiegato ancora oltre un anno prima di debuttare sul mercato. Fu infatti nel gennaio del 2008 che venne lanciata la nuova RS6, molto più potente della precedente con i suoi 580 CV scaturiti da un V10 biturbo da 5 litri.

### Restyling e fine carriera

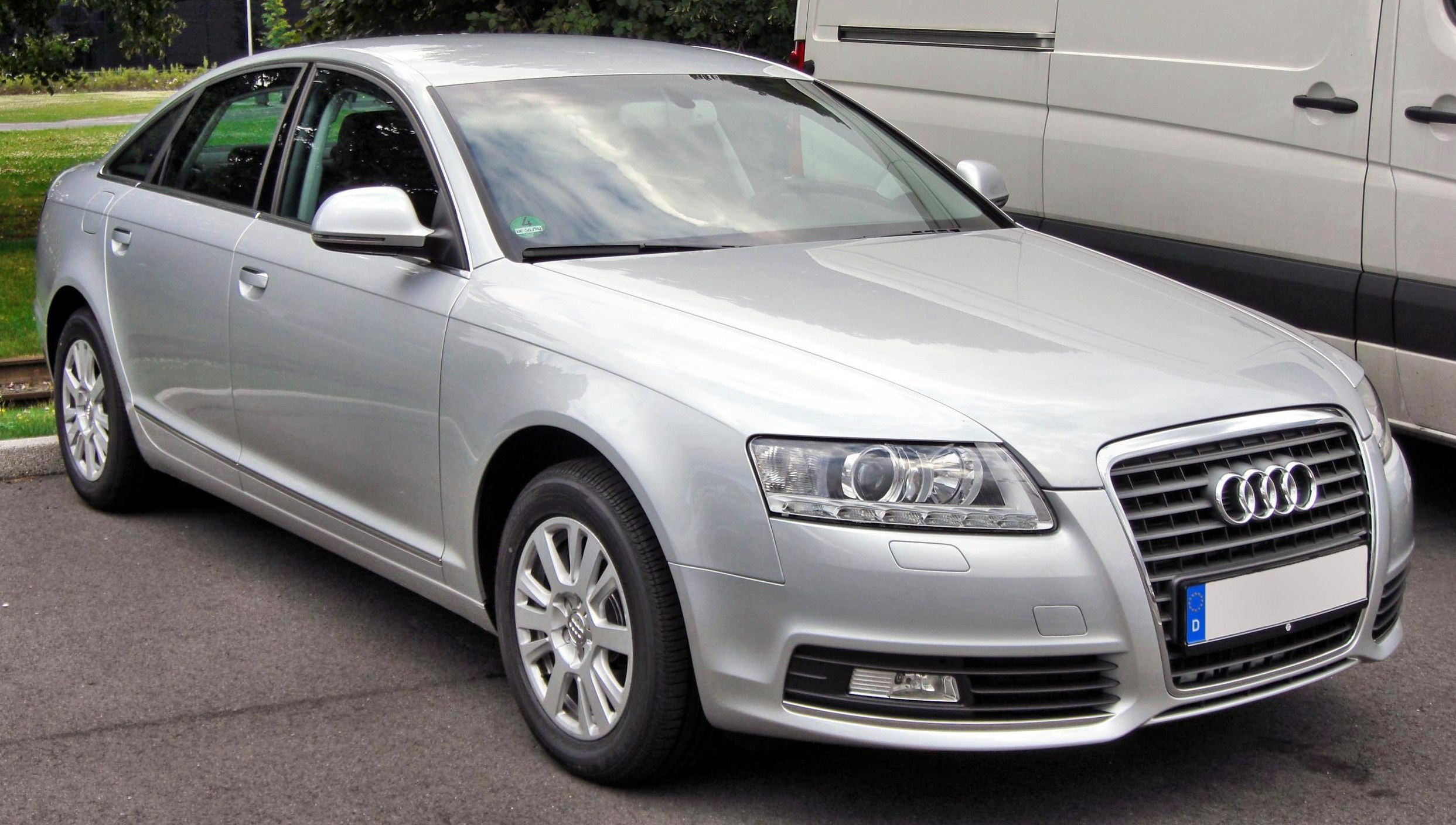
Vista anteriore e posteriore di una A6 di terza generazione dopo il restyling del 2008

Nell'agosto del 2008, anche per la A6 di terza generazione giunse il momento del restyling di metà carriera, che nella parte frontale risultò molto sobrio e che portò al debutto della tecnologia a LED per gruppi ottici anteriori, mentre vennero ridisegnati il paraurti e le luci fendinebbia, ora di forma rettangolare anziché ovoidale. Anche la calandra single-frame fu sottoposta ad aggiornamenti, ma che interessarono principalmente la zona del portatarga, che in precedenza era costituita da un inserto in plastica nera posto nella zona bassa della calandra stessa, piuttosto visibile e che stonava con l'eleganza del resto del corpo vettura. Con il restyling tale inconveniente venne eliminato e il portatarga venne ridotto di dimensioni fino a ridursi ad un supporto totalmente nascosto dalla targa e quindi invisibile dall'esterno. Posteriormente l'aggiornamento fu più percettibile: i gruppi ottici posteriori beneficiarono anch'essi della tecnologia a LED, ma soprattutto vennero completamente ridisegnati e riproposti in una forma completamente nuova, a sviluppo orizzontale e che riprendeva abbastanza da vicino la forma dei gruppi ottici posteriori della contemporanea Audi A4. Per la sola versione berlina, tra paraurti posteriore e battuta dello sportello del bagagliaio venne inserita una modanatura cromata. Internamente comparvero nuovi inserti cromati e, a seconda degli allestimenti, anche in alluminio, in legno o in carbonio (quest'ultimo solo per la S6). Per quinto riguarda i motori, essi vennero sottoposti ad alcune rivisitazioni volte al contenimento dei consumi, ma non solo: nelle motorizzazioni V6 debuttò un nuovo sistema di alzata variabile delle valvole ed il V6 da 3,2 litri venne sostituito da un 3 litri ad iniezione diretta con compressore volumetrico da 290 CV, mentre il 2.8 da 210 CV si sdoppiò in due varianti, sempre da 2,8 litri ma con potenze massime di 190 e 220 CV. Alla base delle motorizzazioni diesel debuttò invece un nuovo 2 litri da 136 CV particolarmente parco nei consumi (la casa dichiarava percorrenze fino a 18,9 km con un litro di gasolio). Tale motore sostituì il precedente 2.0 TDI da 140 CV. Tra le altre novità, debuttò un nuovo 2 litri diesel da 170 CV, mentre i V6 diesel da 2,7 e 3 litri vennero dotati di filtro antiparticolato e vennero portati rispettivamente a 190 e 240 CV di potenza massima.

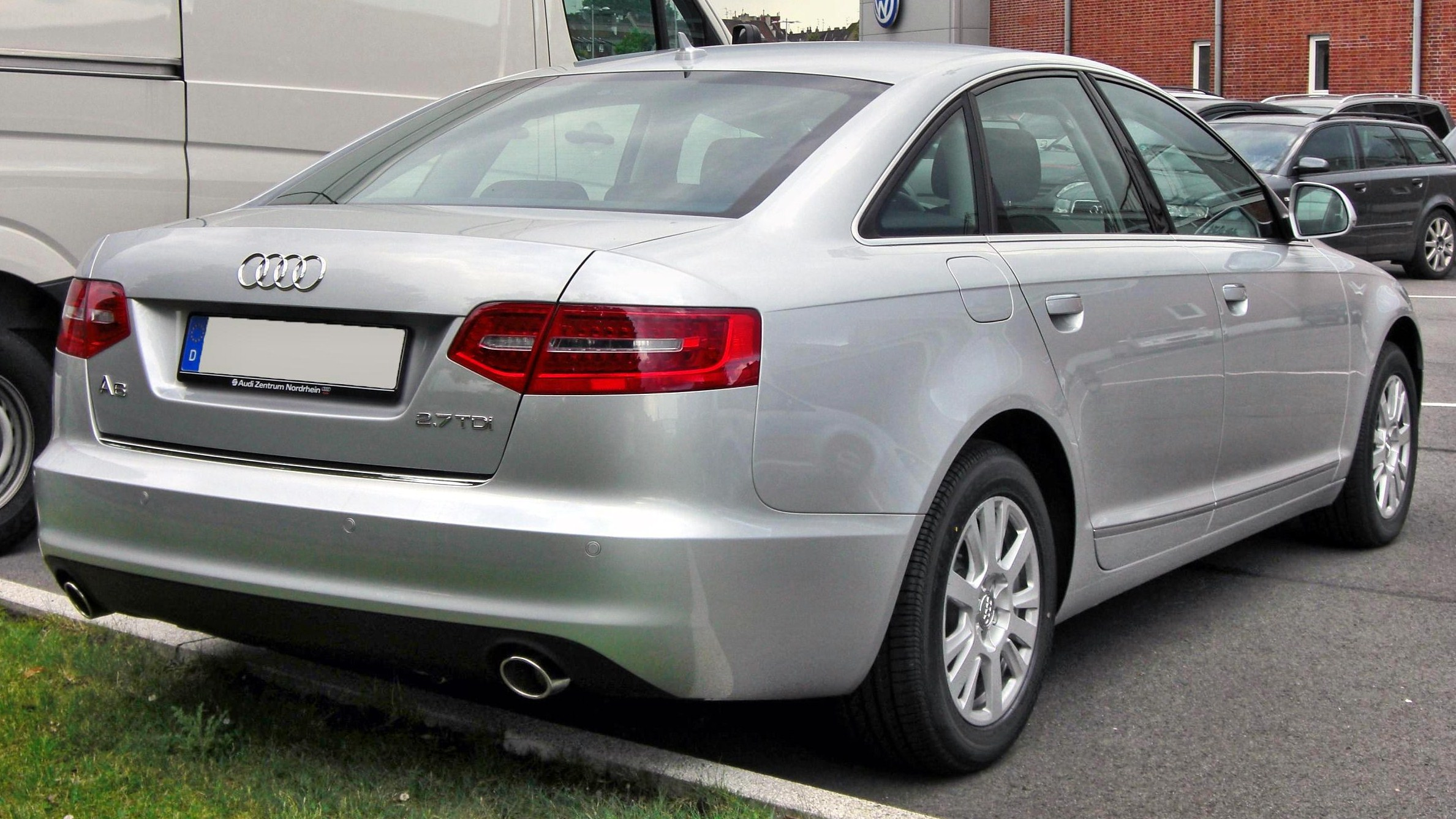
La parte posteriore di una A6 C6 Restyling

A tutte queste novità tecniche fece da contraltare un prosieguo completamente privo di aggiornamenti significativi, se non per sfoltire la gamma in vista del debutto della generazione successiva: alla fine del 2010 scomparvero le versioni V8 e V10 dal listino, mentre entro la fine dell'inverno del 2011 vennero eliminate tutte le versioni berlina. La versione Avant venne tolta dal commercio nel mese di maggio dello stesso anno, mentre la A6 Allroad cessò di essere prodotta in ottobre.

### Audi S6

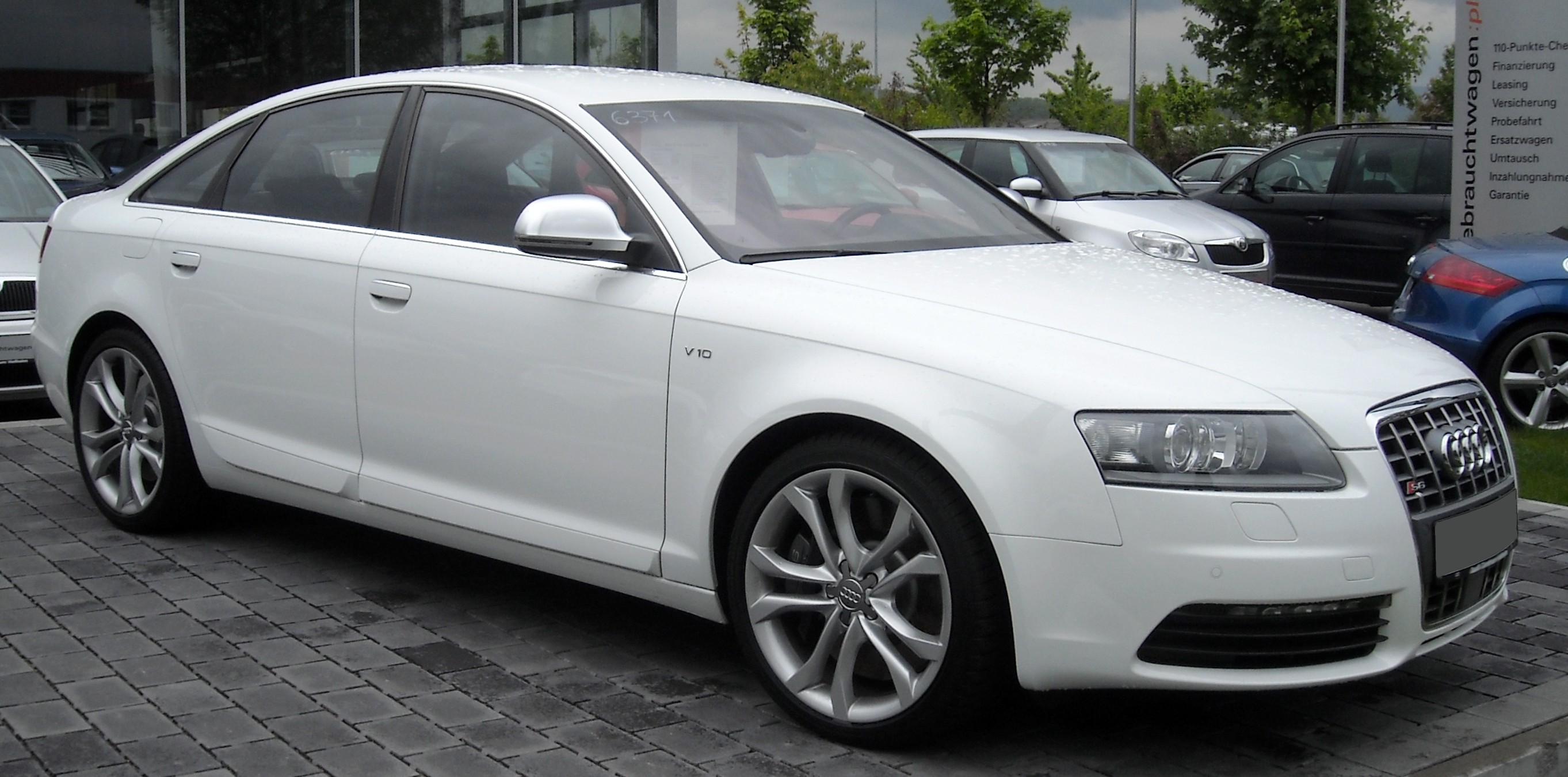
Una S6 di terza generazione

La terza generazione della S6 venne presentata come già detto a Detroit nel gennaio del 2006: esternamente la vettura si distingueva dalle altre A6 per la calandra cromata a griglie quadrettate, per i passaruota allargati per i paraurti dotati di due file di luci diurne a LED da cinque elementi ognuna, per il logo S6 sulla calandra e in coda, per i cerchi da 19 pollici a razze sdoppiate e per i quattro terminali di scarico che fuoriuscivano dal paraurti posteriore. L'abitacolo era caratterizzato dalla presenza di sedili anteriori sportivi, profilati e con poggiatesta integrato, mentre il volante a tre razze era provvisto di levette sul piantone per effettuare i cambi di marcia senza utilizzare la leva del cambio, comunque presente. Esso era un cambio automatico Tiptronic a 6 rapporti che poteva appunto essere azionato dalle levette poste dietro al volante, in modo da accentuare la percezione sportiva durante la guida della vettura. Tale cambio era gestito elettronicamente e il software di gestione era stato configurato espressamente per la S6 in maniera tale da avere una rapportatura sportiveggiante. In ogni caso erano previsti più programmi di funzionamento del cambio. Esso interfacciava il motore con le quattro ruote, dal momento che ancora una volta la trazione era a quattro ruote motrici, com'è sempre avvenuto per le Audi dal temperamento più spinto. In condizioni normali la coppia motrice era suddivisa al 40% all'avantreno e al 60% al retrotreno, ma in caso di necessità, per esempio con fondo stradale scivoloso, tale suddivisione poteva variare fino ad arrivare all'85% dietro o al 65% davanti. 

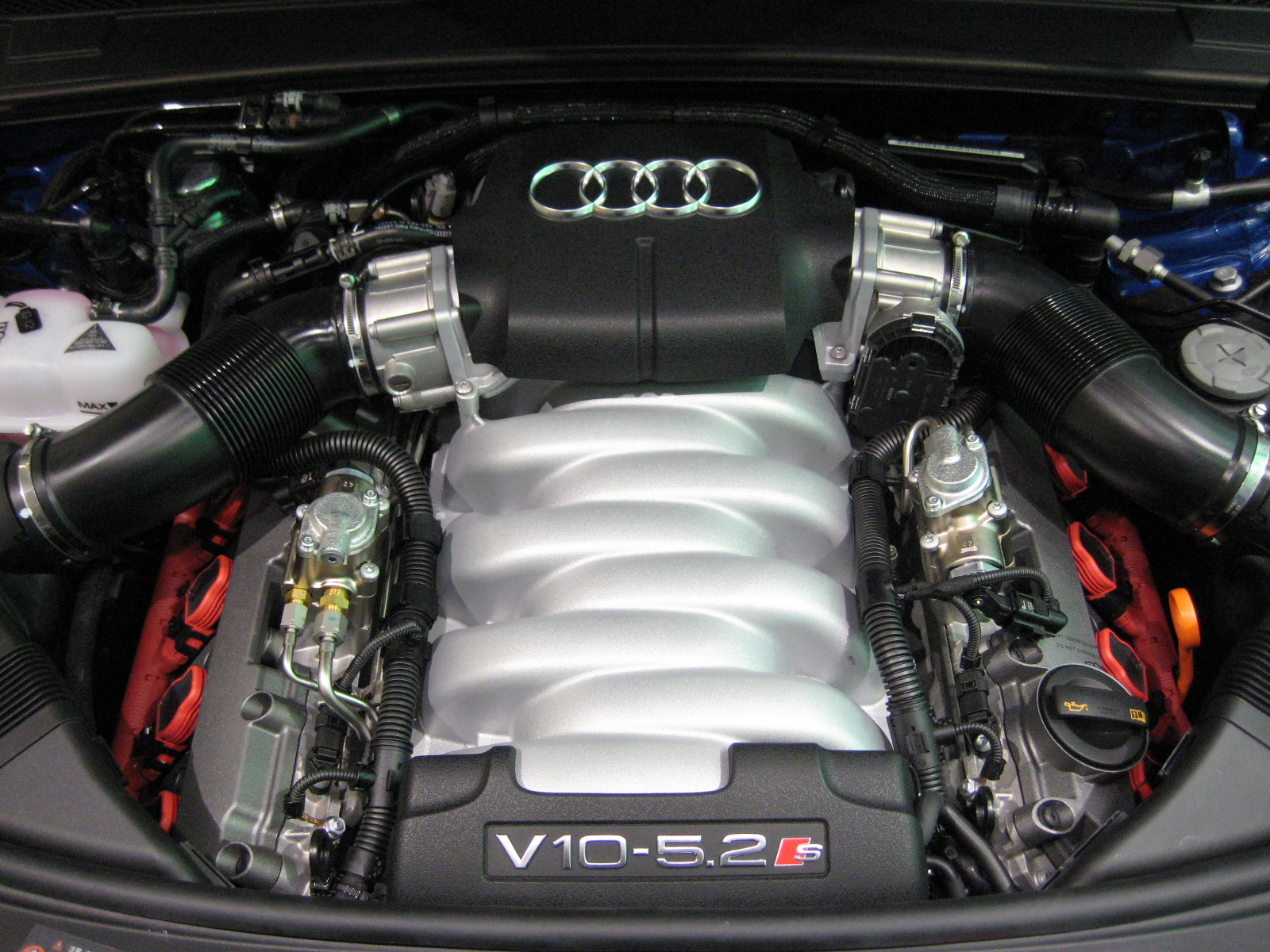
Motore V10 della S6

La S6 era spinta da un nuovo motore V10 aspirato da 5204 cm3, derivato dal V10 da 5 litri montato sotto il cofano della Lamborghini Gallardo. L'unità prevista per la S6 erogava una potenza massima di 435 CV ed aveva debuttato poco tempo prima in una variante leggermente più potente (450 CV) anche sotto il cofano della S8. La produzione della terza generazione della S6, prevista sia come berlina che come station wagon, cessò alla fine del 2010.

### Audi RS6

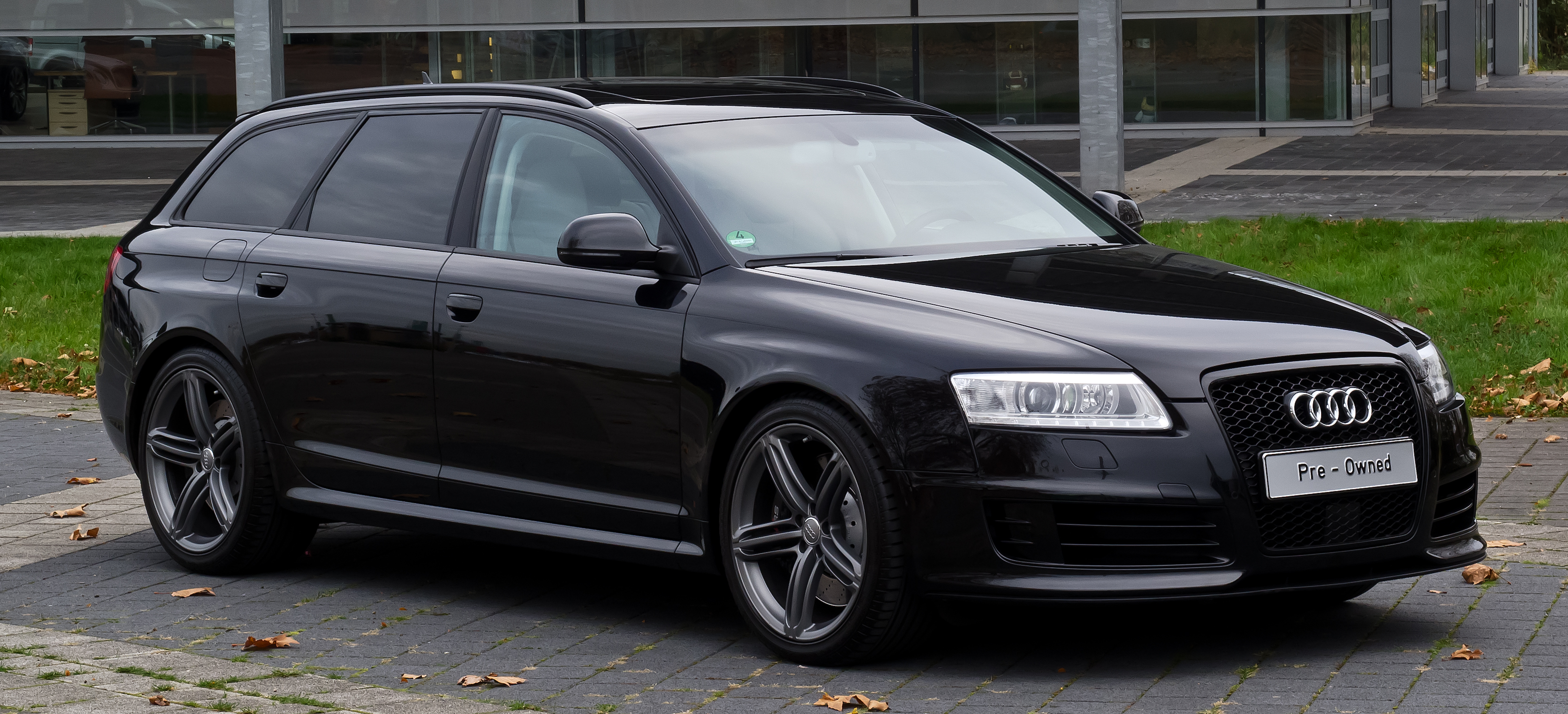
La RS6 Avant

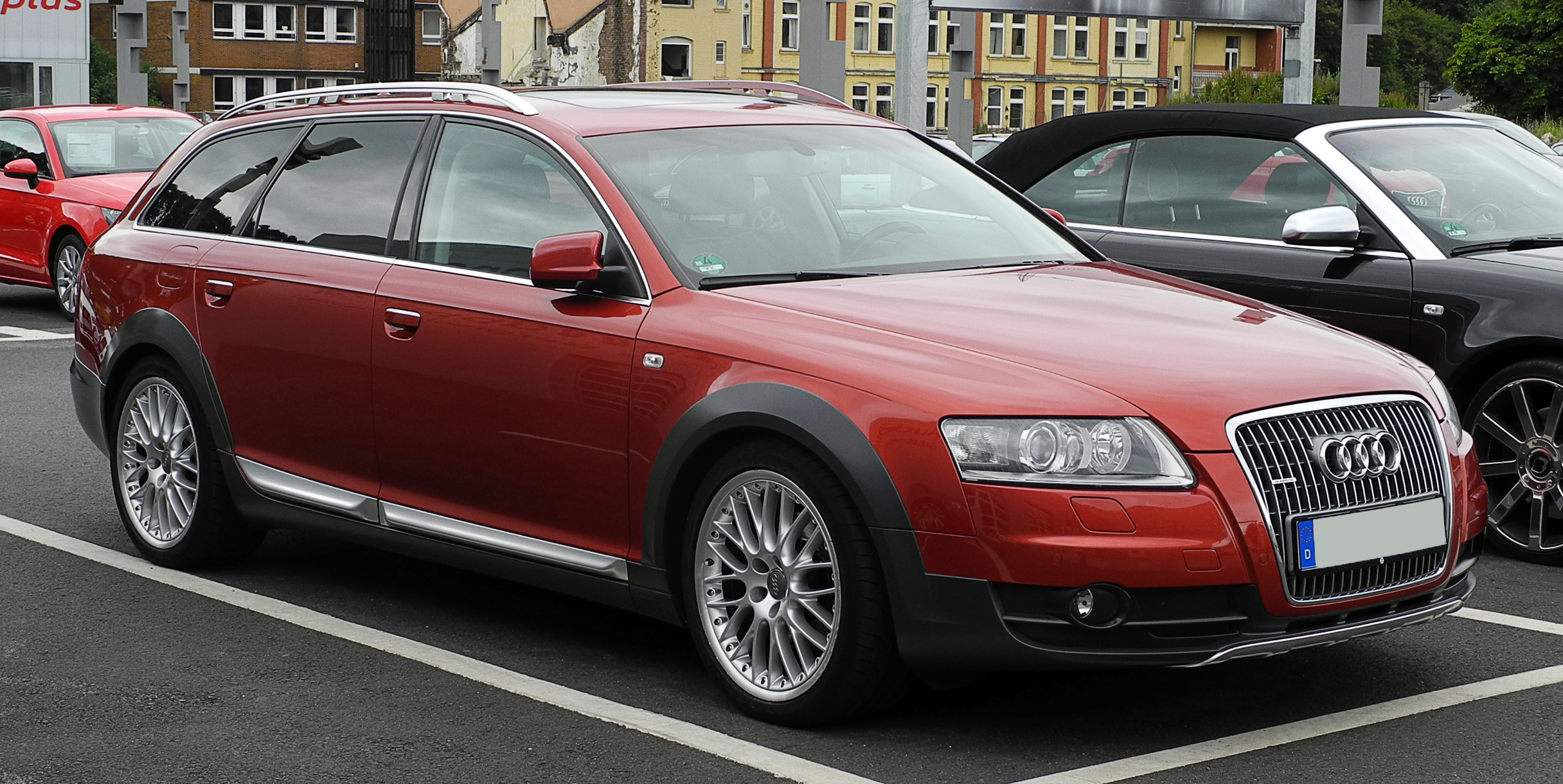
A6 Allroad quattro

La seconda generazione della RS6 fu presentata per la prima volta al pubblico al Salone di Francoforte del 2007, con la produzione che venne avviata però solo nel dicembre dello stesso anno, mentre il via agli ordini venne dato nel gennaio del 2008 e le prime consegne si ebbero ad aprile. La versione di punta della gamma A6 C6 debuttò inizialmente solo nella versione Avant, cioè solo come station wagon. Si era ancora nel periodo pre-restyling e fu solo contestualmente all'aggiornamento di metà carriera che la RS6 venne proposta anche come berlina. In entrambi i casi, questo modello sfoggiava una carrozzeria assai aggressiva, con passaruota assai allargati e bombati (ben di più che nella già sportiva S6), con una calandra single-frame di color nero lucido, cerchi da 19 pollici (o a richiesta da 20 pollici) e un paraurti modificato con fendinebbia integrati nei gruppi ottici e non più nel paraurti stesso, in modo da liberare spazio per la presa d'aria destinata a raffreddare gli intercooler del motore sovralimentato. Anche in questo caso, l'abitacolo comprendeva sedili anteriori sportivi con poggiatesta integrati, una plancia e una console centrale con inserti in carbonio e il volante con levette per il cambio marcia. Telaisticamente parlando, la RS6 montava un sistema di gestione elettronica della taratura degli ammortizzatori, noto con la sigla DRC (Dynamic Ride Control) e che variava la rigidità degli ammortizzatori in funzione delle necessità. L'impianto frenante prevedeva dischi autoventilanti da 390 mm davanti e da 356 mm dietro, ma come optional erano previsti anche dei più performanti dischi carboceramici. In quel caso erano obbligatori i già citati cerchi in lega da 20 pollici. La trazione era quella integrale classica già montata anche nella S6, collegata al motore attraverso un nuovo cambio Tiptronic a 6 rapporti. Il motore era un V10 da 4991 cm3 sovralimentato mediante due turbocompressori: si trattava in pratica dello stesso motore della S6, ma di cui venne ridotta la cilindrata per motivi di spazio non potendo alloggiarlo nella sua configurazione da 5,2 litri assieme a due turbocompressori e due intercooler. Si trattava in ogni caso di un motore ad iniezione diretta, in grado di erogare una potenza massima di 580 CV. Montato sotto il cofano della versione Avant, questo motore dava origine all'epoca alla più potente e veloce station wagon mai prodotta, mentre più in generale la RS6 del 2008 si fregiò del titolo di Audi stradale più potente della storia. Con queste caratteristiche, la vettura era in grado di scattare da 0 a 100 km/h in appena 4,3 secondi, con un allungo di 250 km/h autolimitati, estendibile con sovrapprezzo a 280 km/h o addirittura a 303 km/h, sempre con sovrapprezzo, scegliendo il pacchetto Plus. Anche la RS6, come per la S6, venne tolta di produzione nel dicembre del 2010.

### Audi A6 Allroad
La nuova generazione della Allroad venne stavolta integrata nella gamma A6, come indicava anche la denominazione completa, non più semplicemente Allroad, ma A6 Allroad, anche perché al quartier generale di Ingolstadt si stava progettando una analoga versione basata sulla A4, quindi sarebbe stato necessario distinguere le due Allroad del futuro listino Audi. La A6 Allroad venne presentata a Ginevra nel 2006 e sul piano tecnico rappresentò un'evoluzione della precedente Allroad: sempre dotata di sospensioni pneumatiche a controllo elettronico, esse divennero regolabili stavolta su cinque livelli di altezza anziché quattro. Anche in questo caso la regolazione poteva essere gestita in autonomia dalle centralina in base alla velocità della vettura, oppure essere selezionabile manualmente dal conducente in funzione del tipo di terreno da affrontare, dal semplice nastro di asfalto alla strada sterrata più o meno impervia.

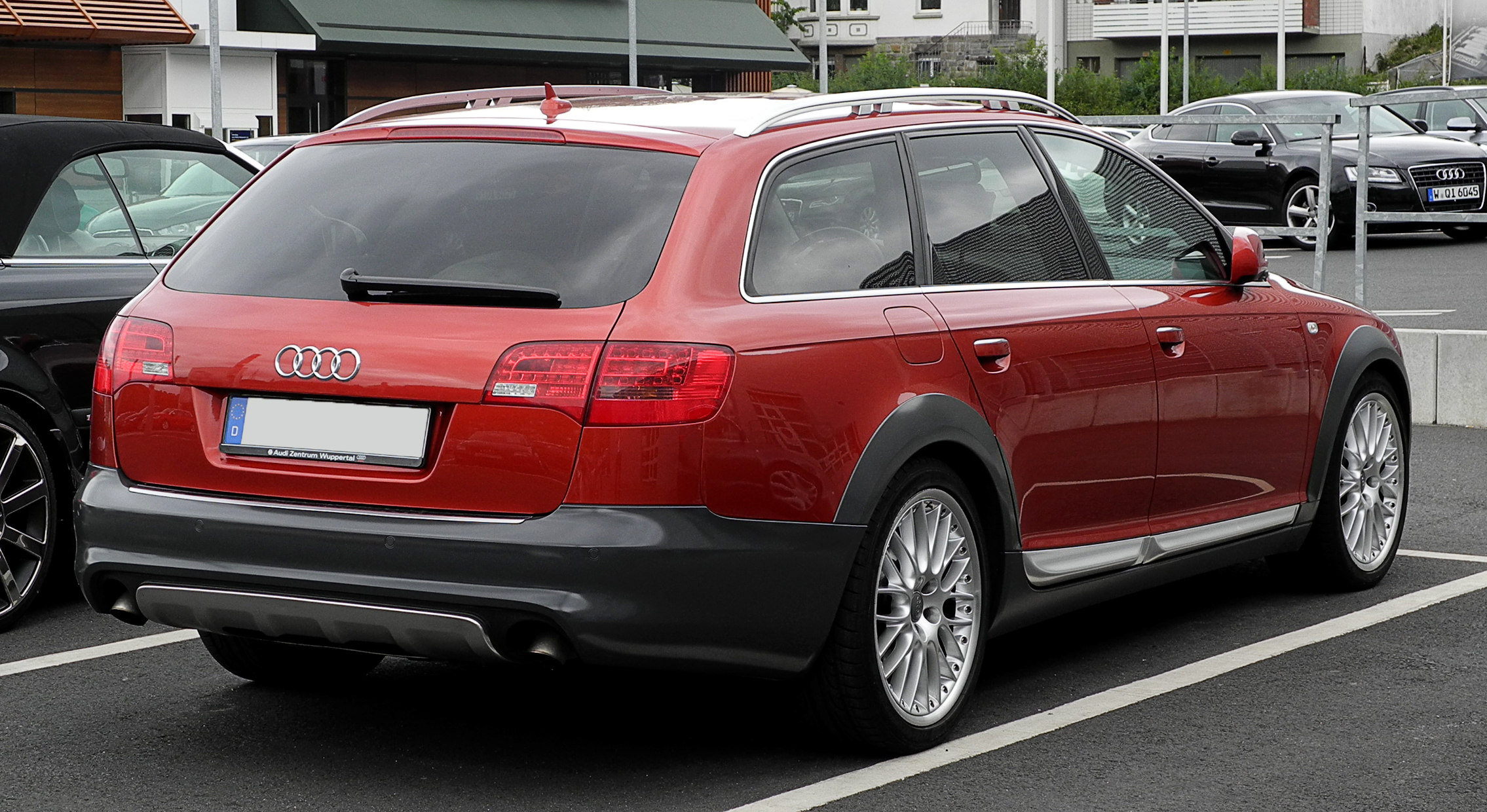
La parte posteriore di una A6 Allroad quattro

Esternamente, la A6 Allroad riprendeva tutti i temi stilistici della contemporanea A6 Avant, compresi anche gli allestimenti interni, ma con l'ovvi eccezione delle parti di carrozzeria non verniciate (sottoparaurti, sottoporta e archi passaruota). Al suo debutto, la A6 Allroad fu disponibile in quattro motorizzazioni: il V6 da 3,2 litri e 256 CV, il V8 da 4,2 litri e 350 CV e i due V6 a gasolio da 2,7 e 3 litri, rispettivamente con potenze di 180 e 233 CV. Il restyling dell'autunno 2008 portò all'aggiornamento di tre di questi propulsori: il V8 fu l'unico a non subire particolari variazioni, mentre il V6 a benzina ricevette la sovralimentazione con compressore volumetrico passando da 256 a 290 CV e i due motori a gasolio passarono rispettivamente a 190 e a 240 CV. La produzione della A6 Allroad terminò nell'ottobre del 2011: fu sostituita due mesi dopo dalla nuova generazione.

## Riepilogo caratteristiche
Di seguito vengono riepilogate le caratteristiche relative alle varie versioni costituenti la gamma della terza generazione dell'Audi A6:
| Audi A6 C6 (2004-11)   |               |                  |            |                                                           |                |                |           |                                   |                    |              |                     |                    |                       |                    |
| Modello                | Carrozzeria   | Codice motore    | Cilindrata | Alimentazione                                             | Potenza CV/rpm | Coppia Nm/rpm  | Trazione  | Cambio/ N°rapporti                | Massa a vuoto (kg) | Velocità max | Acceler. 0–100 km/h | Consumo (l/100 km) | Emissioni CO2/ (g/km) | Anni di produzione |
| Versioni a benzina     |               |                  |            |                                                           |                |                |           |                                   |                    |              |                     |                    |                       |                    |
| 2.0 TFSI               | berlina       | EA827 (BPJ)      | 1984       | Iniezione diretta, turbocompressore                       | 170/ 4300-6000 | 280/ 1800-4200 | Anteriore | Manuale 6 marce                   | 1.445              | 227          | 8"4                 | 7,9                | 174                   | 04/2005-05/2011    |
| 2.0 TFSI               | station wagon | EA827 (BPJ)      | 1984       | Iniezione diretta, turbocompressore                       | 170/ 4300-6000 | 280/ 1800-4200 | Anteriore | Manuale 6 marce                   | 1.515              | 223          | 8"7                 | 8,1                | 194                   | 04/2005-05/2011    |
| 2.4 V6 24v             | berlina       | BDW              | 2393       | Iniezione indiretta                                       | 177/6000       | 230/ 3000-5000 | Anteriore | Manuale 6 marce                   | 1.450              | 231          | 8"9                 | 9,7                | 233                   | 02/2004-08/2008    |
| 2.4 V6 24v             | station wagon | BDW              | 2393       | Iniezione indiretta                                       | 177/6000       | 230/ 3000-5000 | Anteriore | Manuale 6 marce                   | 1.520              | 226          | 9"2                 | 9,9                | 238                   | 03/2005-08/2008    |
| 2.4 V6 24v quattro     | berlina       | BDW              | 2393       | Iniezione indiretta                                       | 177/6000       | 230/ 3000-5000 | Integrale | Manuale 6 marce                   | 1.550              | 230          | 9"1                 | 10,9               | 262                   | 02/2004-08/2008    |
| 2.4 V6 24v quattro     | station wagon | BDW              | 2393       | Iniezione indiretta                                       | 177/6000       | 230/ 3000-5000 | Integrale | Manuale 6 marce                   | 1.610              | 223          | 9"4                 | 11                 | 264                   | 03/2005-08/2008    |
| 2.8 FSI V6 24v         | berlina       | CCDA             | 2773       | Iniezione diretta                                         | 190/ 5000-6800 | 280/ 3000-4500 | Anteriore | Manuale 6 marce                   | 1.475              | 238          | 8"2                 | 8,2                | 191                   | 08/2008-03/2011    |
| 2.8 FSI V6 24v         | station wagon | CCDA             | 2773       | Iniezione diretta                                         | 190/ 5000-6800 | 280/ 3000-4500 | Anteriore | Manuale 6 marce                   | 1.545              | 232          | 8"5                 | 8,3                | 194                   | 08/2008-05/2011    |
| 2.8 FSI V6 24v         | berlina       | BDX              | 2773       | Iniezione diretta                                         | 210/ 5500-6800 | 280/ 3000-5000 | Anteriore | Manuale 6 marce                   | 1.465              | 243          | 7"9                 | 8,7                | 194                   | 10/2006-08/2008    |
| 2.8 FSI V6 24v         | station wagon | BDX              | 2773       | Iniezione diretta                                         | 210/ 5500-6800 | 280/ 3000-5000 | Anteriore | Manuale 6 marce                   | 1.535              | 237          | 8"2                 | 8,8                | 197                   | 10/2006-08/2008    |
| 2.8 FSI V6 24v         | berlina       | CCEA             | 2773       | Iniezione diretta                                         | 220/ 5750-6800 | 280/ 3000-4500 | Anteriore | Multitronic a variazione continua | 1.495              | 240          | 7"3                 | 8,4                | 196                   | 08/2008-03/2011    |
| 2.8 FSI V6 24v         | station wagon | CCEA             | 2773       | Iniezione diretta                                         | 220/ 5750-6800 | 280/ 3000-4500 | Anteriore | Multitronic a variazione continua | 1.565              | 235          | 7"6                 | 8,5                | 197                   | 08/2008-05/2011    |
| 2.8 FSI V6 24v quattro | berlina       | CCDA             | 2773       | Iniezione diretta                                         | 190/ 5000-6800 | 280/ 3000-4500 | Integrale | Manuale 6 marce                   | 1.575              | 237          | 8"4                 | 8,7                | 204                   | 08/2008-03/2011    |
| 2.8 FSI V6 24v quattro | station wagon | CCDA             | 2773       | Iniezione diretta                                         | 190/ 5000-6800 | 280/ 3000-4500 | Integrale | Manuale 6 marce                   | 1.625              | 232          | 8"7                 | 8,7                | 214                   | 08/2008-05/2011    |
| 2.8 FSI V6 24v quattro | berlina       | BDX              | 2773       | Iniezione diretta                                         | 210/ 5500-6800 | 280/ 3000-5000 | Integrale | Automatico Tiptronic a 6 rapporti | 1.605              | 237          | 8"4                 | 9,7                | 209                   | 10/2006-08/2008    |
| 2.8 FSI V6 24v quattro | station wagon | BDX              | 2773       | Iniezione diretta                                         | 210/ 5500-6800 | 280/ 3000-5000 | Integrale | Automatico Tiptronic a 6 rapporti | 1.675              | 233          | 8"5                 | 9,7                | 212                   | 10/2006-08/2008    |
| 2.8 FSI V6 24v quattro | berlina       | CCEA             | 2773       | Iniezione diretta                                         | 220/ 5750-6800 | 280/ 3000-4500 | Integrale | Automatico Tiptronic a 6 rapporti | 1.495              | 240          | 7"3                 | 8,4                | 212                   | 08/2008-03/2011    |
| 2.8 FSI V6 24v quattro | station wagon | CCEA             | 2773       | Iniezione diretta                                         | 220/ 5750-6800 | 280/ 3000-4500 | Integrale | Automatico Tiptronic a 6 rapporti | 1.605              | 240          | 7"7                 | 9                  | 214                   | 08/2008-05/2011    |
| 3.0 TFSI quattro       | berlina       | CAJA             | 2995       | Iniezione diretta, compressore volumetrico                | 290/ 4850-5800 | 420/ 2500-4850 | Integrale | Automatico Tiptronic a 6 rapporti | 1.650              | 250          | 5"9                 | 9,4                | 212                   | 08/2008-03/2011    |
| 3.0 TFSI quattro       | station wagon | CAJA             | 2995       | Iniezione diretta, compressore volumetrico                | 290/ 4850-5800 | 420/ 2500-4850 | Integrale | Automatico Tiptronic a 6 rapporti | 1.715              | 250          | 6"1                 | 9,5                | 223                   | 08/2008-05/2011    |
| 3.0 TFSI quattro       | Allroad       | CAJA             | 2995       | Iniezione diretta, compressore volumetrico                | 290/ 4850-5800 | 420/ 2500-4850 | Integrale | Automatico Tiptronic a 6 rapporti | 1.765              | 250          | 6"3                 | 9,7                | 225                   | 08/2008-12/2010    |
| 3.2 FSI 24v            | berlina       | AUK              | 3123       | Iniezione diretta                                         | 256/6000       | 330/2250       | Anteriore | Manuale 6 marce                   | 1.465              | 250          | 6"9                 | 9,7                | 233                   | 02/2004-08/2008    |
| 3.2 FSI 24v            | station wagon | AUK              | 3123       | Iniezione diretta                                         | 256/6000       | 330/2250       | Anteriore | Manuale 6 marce                   | 1.535              | 250          | 7"1                 | 9,9                | 233                   | 03/2005-08/2008    |
| 3.2 FSI 24v quattro    | berlina       | AUK              | 3123       | Iniezione diretta                                         | 256/6000       | 330/2250       | Integrale | Manuale 6 marce                   | 1.565              | 250          | 6"8                 | 10,7               | 257                   | 02/2004-08/2008    |
| 3.2 FSI 24v quattro    | station wagon | AUK              | 3123       | Iniezione diretta                                         | 256/6000       | 330/2250       | Integrale | Manuale 6 marce                   | 1.625              | 250          | 7"                  | 10,8               | 264                   | 03/2005-08/2008    |
| 3.2 FSI 24v quattro    | Allroad       | AUK              | 3123       | Iniezione diretta                                         | 256/6000       | 330/2250       | Integrale | Manuale 6 marce                   | 1.685              | 242          | 7"2                 | 10,8               | 262                   | 05/2006-08/2008    |
| 4.2 V8 40v quattro     | berlina       | BAT              | 4163       | Iniezione indiretta                                       | 335/6600       | 420/3500       | Integrale | Automatico Tiptronic a 6 rapporti | 1.670              | 250          | 6"1                 | 11,6               | 278                   | 02/2004-04/2006    |
| 4.2 V8 40v quattro     | station wagon | BAT              | 4163       | Iniezione indiretta                                       | 335/6600       | 420/3500       | Integrale | Automatico Tiptronic a 6 rapporti | 1.730              | 250          | 6"2                 | 11,7               | 281                   | 03/2005-04/2006    |
| 4.2 FSI V8 32v quattro | berlina       | BVJ              | 4163       | Iniezione diretta                                         | 350/6800       | 440/3500       | Integrale | Automatico Tiptronic a 6 rapporti | 1.695              | 250          | 5"9                 | 10,8               | 257                   | 04/2006-11/2010    |
| 4.2 FSI V8 32v quattro | station wagon | BVJ              | 4163       | Iniezione diretta                                         | 350/6800       | 440/3500       | Integrale | Automatico Tiptronic a 6 rapporti | 1.755              | 250          | 6"1                 | 10,9               | 259                   | 04/2006-11/2010    |
| 4.2 FSI V8 32v quattro | Allroad       | BVJ              | 4163       | Iniezione diretta                                         | 350/6800       | 440/3500       | Integrale | Automatico Tiptronic a 6 rapporti | 1.805              | 250          | 6"3                 | 11,2               | 267                   | 03/2006-11/2010    |
| S6                     | berlina       | BXA              | 5204       | Iniezione diretta                                         | 435/6800       | 540/ 3000-4000 | Integrale | Automatico Tiptronic a 6 rapporti | 1.835              | 250          | 5"2                 | 13,4               | 299                   | 03/2006-12/2010    |
| S6                     | station wagon | BXA              | 5204       | Iniezione diretta                                         | 435/6800       | 540/ 3000-4000 | Integrale | Automatico Tiptronic a 6 rapporti | 1.895              | 250          | 5"3                 | 13,4               | 319                   | 03/2006-12/2010    |
| RS6                    | berlina       | BUH              | 4991       | Iniezione diretta, due turbocompressori e due intercooler | 580/ 6250-6700 | 650/ 1500-6250 | Integrale | Automatico Tiptronic a 6 rapporti | 1.910              | 250          | 4"3                 | 13,9               | 331                   | 01/2008-12/2010    |
| RS6                    | station wagon | BUH              | 4991       | Iniezione diretta, due turbocompressori e due intercooler | 580/ 6250-6700 | 650/ 1500-6250 | Integrale | Automatico Tiptronic a 6 rapporti | 1.950              | 250          | 4"6                 | 14                 | 333                   | 01/2008-12/2010    |
| Versioni diesel        |               |                  |            |                                                           |                |                |           |                                   |                    |              |                     |                    |                       |                    |
| 2.0 TDIe               | berlina       | EA827 (CAGB)     | 1968       | Turbodiesel iniezione diretta common rail                 | 136/4000       | 320/ 1750-2500 | Anteriore | Manuale 6 marce                   | 1.475              | 208          | 10"3                | 5,3                | 139                   | 08/2008-03/2011    |
| 2.0 TDIe               | station wagon | EA827 (CAGB)     | 1968       | Turbodiesel iniezione diretta common rail                 | 136/4000       | 320/ 1750-2500 | Anteriore | Manuale 6 marce                   | 1.545              | 204          | 10"7                | 5,3                | 139                   | 08/2008-05/2011    |
| 2.0 TDI                | berlina       | EA827 (BLB, BRE) | 1968       | Turbodiesel iniezione diretta common rail                 | 140/4000       | 320/ 1750-2500 | Anteriore | Manuale 6 marce                   | 1.465              | 210          | 10"3                | 6,2                | 161                   | 04/2004-08/2008    |
| 2.0 TDI                | station wagon | EA827 (BLB, BRE) | 1968       | Turbodiesel iniezione diretta common rail                 | 140/4000       | 320/ 1750-2500 | Anteriore | Manuale 6 marce                   | 1.535              | 205          | 10"5                | 6,3                | 164                   | 03/2005-08/2008    |
| 2.0 TDI                | berlina       | EA827 (CAHA)     | 1968       | Turbodiesel iniezione diretta common rail                 | 170/4200       | 350/ 1750-2500 | Anteriore | Manuale 6 marce                   | 1.490              | 225          | 8"9                 | 5,7                | 149                   | 10/2008-03/2011    |
| 2.0 TDI                | station wagon | EA827 (CAHA)     | 1968       | Turbodiesel iniezione diretta common rail                 | 170/4200       | 350/ 1750-2500 | Anteriore | Manuale 6 marce                   | 1.560              | 221          | 9"2                 | 5,8                | 152                   | 10/2008-05/2011    |
| 2.7 TDI V6 24v         | berlina       | BPP              | 2698       | Turbodiesel iniezione diretta common rail                 | 180/ 3300-4250 | 380/ 1400-3300 | Anteriore | Manuale 6 marce                   | 1.550              | 230          | 8"1                 | 6,8                | 181                   | 10/2004-08/2008    |
| 2.7 TDI V6 24v         | station wagon | BPP              | 2698       | Turbodiesel iniezione diretta common rail                 | 180/ 3300-4250 | 380/ 1400-3300 | Anteriore | Manuale 6 marce                   | 1.620              | 225          | 8"3                 | 7                  | 189                   | 03/2005-08/2008    |
| 2.7 TDI V6 24v         | berlina       | CANA, CANC       | 2698       | Turbodiesel iniezione diretta common rail                 | 190/ 3500-4400 | 400/ 1400-3500 | Anteriore | Manuale 6 marce                   | 1.560              | 232          | 7"9                 | 6,2                | 164                   | 08/2008-03/2011    |
| 2.7 TDI V6 24v         | station wagon | CANA, CANC       | 2698       | Turbodiesel iniezione diretta common rail                 | 190/ 3500-4400 | 400/ 1400-3500 | Anteriore | Manuale 6 marce                   | 1.630              | 228          | 8"2                 | 6,2                | 164                   | 08/2008-05/2011    |
| 2.7 TDI V6 24v quattro | berlina       | BPP              | 2698       | Turbodiesel iniezione diretta common rail                 | 180/ 3300-4500 | 380/ 1400-3300 | Integrale | Automatico Tiptronic 6 rapporti   | 1.680              | 228          | 8"9                 | 8,2                | 217                   | 10/2004-08/2008    |
| 2.7 TDI V6 24v quattro | station wagon | BPP              | 2698       | Turbodiesel iniezione diretta common rail                 | 180/ 3300-4500 | 380/ 1400-3300 | Integrale | Automatico Tiptronic 6 rapporti   | 1.740              | 223          | 9"1                 | 8,3                | 223                   | 03/2005-08/2008    |
| 2.7 TDI V6 24v quattro | Allroad       | BPP              | 2698       | Turbodiesel iniezione diretta common rail                 | 180/ 3300-4500 | 380/ 1400-3300 | Integrale | Automatico Tiptronic 6 rapporti   | 1.800              | 215          | 9"3                 | 8,7                | 229                   | 03/2006-08/2008    |
| 2.7 TDI V6 24v quattro | berlina       | CANA, CANC       | 2698       | Turbodiesel iniezione diretta common rail                 | 190/ 3500-4400 | 450/ 1750-2250 | Integrale | Automatico Tiptronic 6 rapporti   | 1.690              | 230          | 8"2                 | 7,1                | 189                   | 08/2008-03/2011    |
| 2.7 TDI V6 24v quattro | station wagon | CANA, CANC       | 2698       | Turbodiesel iniezione diretta common rail                 | 190/ 3500-4400 | 450/ 1750-2250 | Integrale | Automatico Tiptronic 6 rapporti   | 1.750              | 226          | 8"4                 | 7,1                | 189                   | 08/2008-05/2011    |
| 2.7 TDI V6 24v quattro | Allroad       | CANA, CANC       | 2698       | Turbodiesel iniezione diretta common rail                 | 190/ 3500-4400 | 450/ 1750-2250 | Integrale | Automatico Tiptronic 6 rapporti   | 1.795              | 218          | 8"8                 | 7,5                | 202                   | 08/2008-10/2011    |
| 3.0 TDI quattro        | berlina       | BMK              | 2967       | Turbodiesel iniezione diretta common rail                 | 224/4000       | 450/ 1400-3250 | Integrale | Manuale 6 marce                   | 1.670              | 245          | 7"1                 | 7,9                | 212                   | 02/2004-04/2006    |
| 3.0 TDI quattro        | station wagon | BMK              | 2967       | Turbodiesel iniezione diretta common rail                 | 224/4000       | 450/ 1400-3250 | Integrale | Manuale 6 marce                   | 1.730              | 240          | 7"3                 | 8                  | 215                   | 03/2005-04/2006    |
| 3.0 TDI quattro        | berlina       | ASB              | 2967       | Turbodiesel iniezione diretta common rail                 | 233/4000       | 450/ 1400-3250 | Integrale | Manuale 6 marce                   | 1.670              | 247          | 6"9                 | 8                  | 211                   | 04/2006-08/2008    |
| 3.0 TDI quattro        | station wagon | ASB              | 2967       | Turbodiesel iniezione diretta common rail                 | 233/4000       | 450/ 1400-3250 | Integrale | Manuale 6 marce                   | 1.730              | 242          | 7"1                 | 8,1                | 214                   | 04/2006-08/2008    |
| 3.0 TDI quattro        | Allroad       | ASB              | 2967       | Turbodiesel iniezione diretta common rail                 | 233/4000       | 450/ 1400-3250 | Integrale | Manuale 6 marce                   | 1.790              | 231          | 7"5                 | 8,4                | 221                   | 05/2006-08/2008    |
| 3.0 TDI quattro        | berlina       | CDYA, CDYC       | 2967       | Turbodiesel iniezione diretta common rail                 | 240/ 4000-4400 | 500/ 1500-3000 | Integrale | Manuale 6 marce                   | 1.685              | 250          | 6"6                 | 6,7                | 179                   | 08/2008-03/2011    |
| 3.0 TDI quattro        | station wagon | CDYA, CDYC       | 2967       | Turbodiesel iniezione diretta common rail                 | 240/ 4000-4400 | 500/ 1500-3000 | Integrale | Manuale 6 marce                   | 1.745              | 245          | 6"8                 | 6,7                | 179                   | 08/2008-05/2011    |
| 3.0 TDI quattro        | Allroad       | CDYA, CDYC       | 2967       | Turbodiesel iniezione diretta common rail                 | 240/ 4000-4400 | 500/ 1500-3000 | Integrale | Manuale 6 marce                   | 1.790              | 233          | 7"2                 | 7,2                | 189                   | 08/2008-10/2011    |